# Chien fer
Le chien fer, en français, ou chyen fè, en créole martiniquais, est une race de chiens sans poil, originaire de la Martinique.

## Présentation
Le chien fer est une race très ancienne. Son apparence et ses caractéristiques sont proches de celles du chien nu mexicain.
Il est assez mal considéré dans la culture créole, comparé à un « chien d'enfer », « chien-fè chien-a-ï-en, chien payen » ; mais il est cependant réputé éloigner les Esprits. En raison de cette mauvaise image, la race est délaissée et est devenue assez rare.
En 2019 est créé l'association Chyen Fè Matnik pour sauver et faire reconnaître la race.